# 姫野美南
姫野 美南（ひめの みなみ、1996年12月9日 - ）は、NHKのアナウンサー。

## 略歴・人物
東京都出身。晃華学園中学校・高等学校、慶應義塾大学商学部卒業。2019年、NHKに入局。初任地は岡山放送局。2022年4月に福岡放送局へ異動。2025年3月31日に東京アナウンス室へ異動。

## 嗜好・挿話
- 書道[7]（高等師範）、着付け（師範）、競技かるた[8]（初段）の資格を持つ[9]。
- 大学在学中は、2017年度の『きものクイーンコンテスト2017』に出場し[10]、「きものクイーン」に選出された[11]。
- フジテレビのアナウンススクールであるフジテレビアナウンストレーニング講座アナトレに通い、学生キャスターの業務を行っていた[12]。
- 2017年7月9日東京湾納涼船一日船長を務めた[13]。
- 福岡局へ異動が決まったときは、「福岡は祖父の出身地で、小さい頃からよく遊びに来ていた大好きな場所だったので、配属が決まった時はとても嬉しかった」と福岡局アナウンサー・キャスターブログで語っている[14]。
- 潜水アナウンサーでもある[15][16]。「ロクいち!福岡」内で糸島半島の海から潜水リポートを行った[17]。
- 中田理奈（元福岡局契約キャスター）は慶應義塾大学時代の同級生で、お互い「中田ちゃん」、「ひめちゃん」と呼び合うほど、福岡局へ異動する前から面識があった[18]。
- 2023年6月17日、3時間生放送の「ヨーロッパ街角中継 4Kで旅する パリ きらめく花の都へ」にエッフェル塔から出演後帰国し、2023年6月19日放送の「ロクいち!福岡」に通常通り週替わりキャスターとして生出演した。翌日6月20日放送の「ロクいち!福岡」のエンディング前に視聴者に改めて帰国報告し、パリでのエピソード話をした[19]。
- 2023年7月、福岡市で開催の世界水泳選手権での取材中、「小学校から大学まで競泳・アーティスティックスイミング・飛び込み…と水泳競技を渡り歩いてきた」と福岡局アナウンサー・キャスターブログで語っている[20][21][22]。
- 2025年3月21日をもって、2022年4月から担当してきた「ロクいち!福岡」を退任した。姫野と同時にキャスターを務めていた一橋忠之もこの日の放送で退任した。

## 現在の出演番組
- ニュースウオッチ9（リポーター：2025年3月31日 - ）[23]
- サタデーウオッチ9（リポーター：2025年4月5日 - ）[23]

## 過去の出演番組

### NHK入局前
- BSフジNEWS（2016年11月 - 、BSフジ：第31期学生キャスター[24]（同期に仙台放送 西ノ入菜月アナウンサーら）

### 岡山放送局時代（2019年度 - 2021年度）
- どーも、NHK（2019年6月9日） - 新人お披露目
- 台風10号特設ニュース（2019年8月15日） - 岡山放送局から災害状況を伝えた（全国放送）。
- もぎたて!（2020年8月17日 - 21日） - 望月啓太の夏期休暇に伴う代理キャスターとして木下愛子と共に司会進行を行った。また、途中からリポーターを担当した。
- あさイチ（2021年1月7日） - シェア旅「岡山」
- おはようひろしま・NHKニュースおはようちゅうごく（2021年7月28日・8月1日など） - 広島放送局への応援
- 今夜も生でさだまさし「～カムカム岡山エヴリナイト!～」（2021年11月27日） - PRコーナー（カムカムツインズとして松本真季と共にスポット出演）[注釈 1]
- 岡山県のニュース

- にっぽん列島夕方ラジオ 「ひろしま コイらじ」（2021年4月27日） - 広島放送局への応援

- 中国地方のニュース - 広島放送局への応援（不定期）
- コールサインアナウンス（テレビ、ラジオともに担当）

### 福岡放送局時代（2022年度 - 2024年度）
- ロクいち!福岡（キャスター：2022年4月11日[25] - 2025年3月21日）（隔週担当[26][27]）
- ＃てれふく（福岡県域）
  - 「大追跡!バリサーチ」（2022年4月15日） - MC[注釈 2]
  - 「福岡が生んだ音楽家 大村雅朗～響き続ける“時代の音”～」（2022年10月14日） - ナレーション
- 今夜も生でさだまさし「～来る来るまさしがやってくる久留米!～」（2022年5月28日） - PRコーナー（スポット出演）[注釈 3]
- The Life（九州沖縄地方）
  - 「みんなで知恵シェア 九州防災ライブ」（2022年6月3日・沖縄放送局は別番組） - MC[注釈 4]
  - 「ぶっつけ本番旅 熊本・球磨川115km」（2022年10月7日） - ナレーション[注釈 5]
  - 「いま一番旨い魚!? 鮮魚ビジネス最前線」（2023年4月7日） - ナレーション
- 特選 追跡!バリサーチ（2022年6月26日、2022年9月24日、2023年1月7日、2023年3月11日・福岡局域） - MC
- 第26回参議院選挙福岡選挙区開票速報（2022年7月10日・福岡県域） - キャスター
- 第26回参議院選挙九州沖縄各選挙区開票速報（2022年7月10日・九州沖縄地方） - キャスター
- 「博多祇園山笠」追い山中継（福岡県域） - 山留リポート
  - 「生中継!博多祇園山笠2022」（2022年7月15日）
  - 「生中継!博多祇園山笠2023」（2023年7月15日）
  - 「生中継!博多祇園山笠2024」（2024年7月15日）
- ニュース645福岡（2022年8月15日、11月13日、2023年2月18日、7月9日、10月28日、11月18日、2024年1月4日 - 5日）
- 九州地方寒波特設ニュース（2023年1月23日・九州沖縄地方） - 福岡放送局より九州地方の災害状況を伝えた[注釈 6]。
- インターハイ2023 福岡県予選 バスケットボール男子決勝「福岡第一高校」対「福岡大大濠高校」（2023年6月4日） - リポート（福岡局内公開会場から）
- 「守らなきゃ!命とくらし 九州沖縄大雨対策SP」（2023年6月9日・沖縄放送局は別番組） - 語り
- ヨーロッパ街角中継 4Kで旅する パリ きらめく花の都へ（2023年6月17日、BSプレミアム・BS4K[28][29]） - 司会（エッフェル塔からゲスト小関裕太とともに）
- 大雨関連特設ニュース（2023年7月3日・九州沖縄地方） - 福岡放送局より九州地方の災害状況を伝えた[注釈 7]。
- 大雨関連特設ニュース（2023年7月9日・九州沖縄地方） - 福岡放送局より九州北部地方の災害状況を伝えた[注釈 8]。
- 台風6号特設ニュース（2023年8月9日・九州沖縄地方） - 福岡放送局より九州地方の災害状況を伝えた[注釈 9]。
- NHKニュースおはよう日本（平日5時台）
  - 森田茉里恵の代理キャスター（2023年11月6日 - 10日）
- 福岡県・九州沖縄のニュース
- 福岡県の中継・リポート
- ニュース845福岡[30]
- もっと福岡を。（2025年3月28日 - 30日・福岡県域） - 『ロクいち!福岡』担当変更予告。一橋忠之、松田利仁亜、庭木櫻子と共に出演。
- 放送100年 地域特集「ラジオドラマで伝える 福岡のアナウンサーと戦争」（2025年3月29日・福岡県域）

- ラジオニュース（九州沖縄、R1・FM）の泊まり勤務担当（『ロクいち!福岡』キャスター担当週でない場合のみ・主に月曜日夕方から火曜日早朝もしくは火曜日夕方から水曜日早朝）[注釈 10]
- はっけんラジオ（『ロクいち!福岡』キャスター担当週でない場合のみ・不定期）[注釈 11][注釈 12]
- 放送 100 年福岡発ラジオドラマ「JOLK～戦時下を生きたアナウンサーたち～」（2025年3月29日・R1＜九州沖縄地方＞）